# Steinkirchen (Samerberg)

Steinkirchen mit Filialkirche St. Peter, aus östlicher Richtung gesehen, mit dem Mangfallgebirge im Hintergrund (links im Bild)

Steinkirchen ist ein Gemeindeteil von Samerberg im Landkreis Rosenheim, Regierungsbezirk Oberbayern.

## Geographische Lage
Die Gemeindeteile von Samerberg liegen östlich des Inns räumlich verstreut auf einem etwa sieben Kilometer langen hügeligen Hochplateau in ca. 600 bis 750 m Höhe ü. NHN zwischen Nußdorf im Inntal im Südwesten und Frasdorf an der Autobahn A 8 München–Salzburg im Nordosten. Der Weiler Steinkirchen liegt auf 794 m ü. NHN und befindet sich am westlichen Rand des Wohngebiets Samerberg, östlich von Neubeuern und südöstlich von Rohrdorf am Inn. Die exponierte Höhenlage des Kirchhügels des Orts wird noch von dem benachbarten Ortsteil Oberleiten übertroffen, der auf 815 m ü. NHN liegt.

## Geschichte

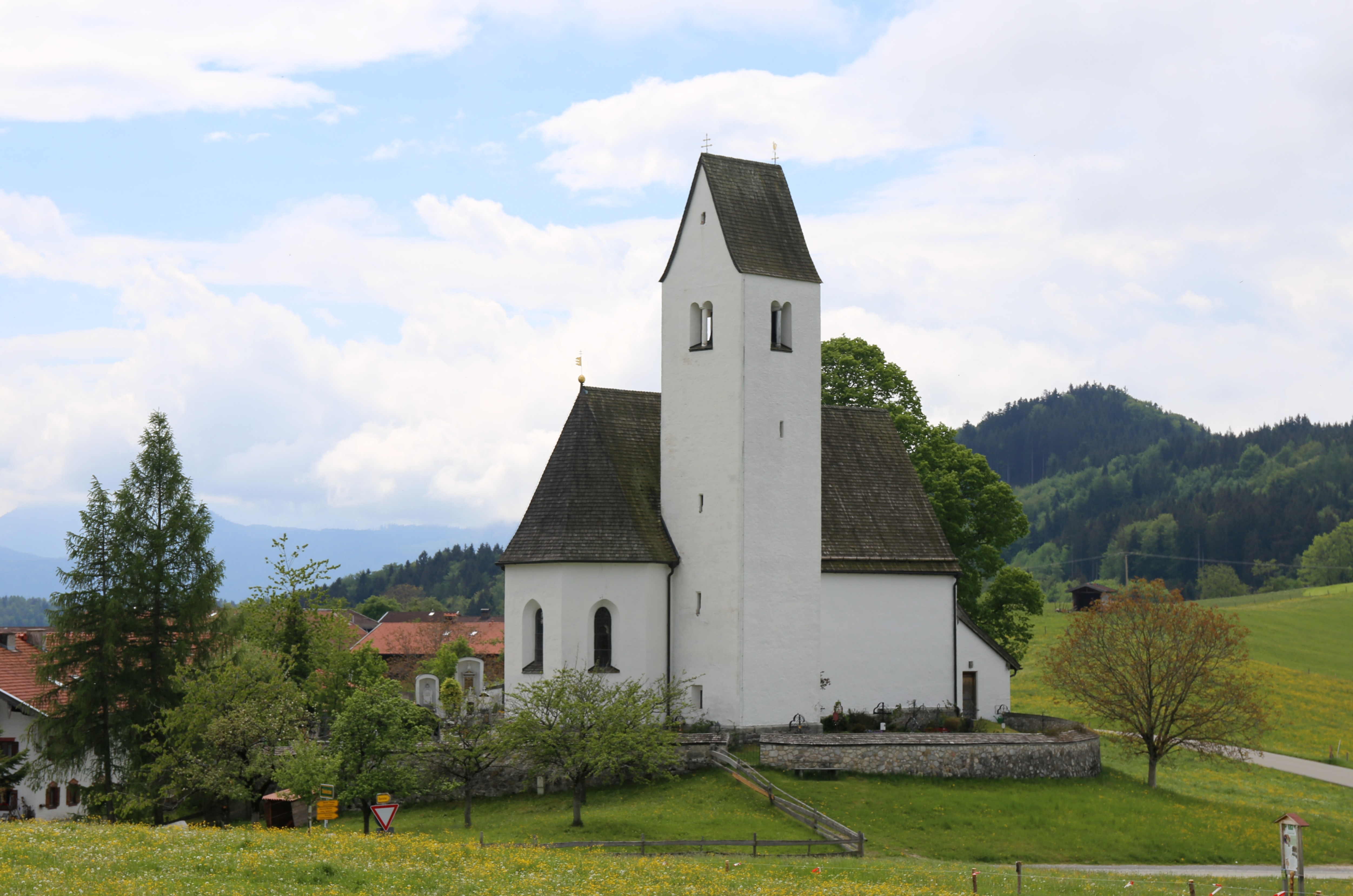
Steinkirchen, von der Anhöhe des benachbarten Weilers Oberleiten aus gesehen

Der Ort wurde um 1400 im Salbuch des Klosters Seeon erwähnt. Steinkirchen war ursprünglich der Name eines Einödhofs mit der in Rohrdorf eingepfarrten Filialkirche St. Peter. Um 1824 wurde der Bauernhof von einer zehnköpfigen Familie bewohnt. Der Ortsname wurde dann von der Gemeinde Steinkirchen übernommen, die um 1843 aus 46 Häusern mit 47 Familien und etwa 300 Einwohnern bestand.
Im Jahr 1969 wurde in Steinkirchen, Roßholzen, Grainbach und Törwang eine Volksbefragung durchgeführt, um darüber zu entscheiden, ob die vier bis dahin eigenständigen Gemeinden zu einer einzigen Gemeinde mit Verwaltungssitz in Törwang vereinigt werden sollten. 88 % der Wähler entschieden sich für dieses Vorhaben, und am 1. Januar 1970 wurde die neue Gemeinde Samerberg durch die Zusammenlegung von Roßholzen, Grainbach, Steinkirchen und Törwang gebildet. Seither ist Steinkirchen ein Gemeindeteil von Samerberg.
Vor der Zusammenlegung gehörten folgende Wohnplätze zu Steinkirchen:
| - Steinkirchen - Achenthal - Bogenhausen - Bruchfeld - Dorfen - Duft - Eßbaum | - Holzmann - Lauberg - Linden - Mitterhof - Moosen - Oberleiten - Oberschöffau | - Oberstuff - Ried b. Steinkirchen - Ried im Winkl - Sägmühl - Schöffau - Schweibern - Schweinsteig | - Siegharting - Stampf - Taxa - Thal - Unterstuff |

### Demographie
| Jahr | Einwohnerzahl | Anmerkungen                                                                       |
| ---- | ------------- | --------------------------------------------------------------------------------- |
| 1824 | zehn          | eine Familie, ein Wohngebäude, gezählt im Verwaltungsjahr 1823/24 des Isarkreises |
| 1840 | 320           | [ 5 ]                                                                             |
| 1861 | 309           | hundert Gebäude in 26 Orten                                                       |
| 1871 | 293           | am 1. Dezember 1871, in 64 Wohngebäuden, sämtlich Katholiken                      |
| 1880 | 293           | [ 5 ]                                                                             |
| 1900 | 286           | [ 5 ]                                                                             |
| 1905 | 318           | [ 5 ]                                                                             |
| 1910 | 319           | am 1. Dezember                                                                    |
| 1919 | 323           | [ 5 ]                                                                             |
| 1925 | 359           | [ 5 ]                                                                             |
| 1933 | 329           | [ 10 ] [ 5 ]                                                                      |
| 1939 | 305           | [ 10 ] [ 5 ]                                                                      |
| 1946 | 392           | Aufnahme von Vertriebenen nach dem Zweiten Weltkrieg                              |
| 1950 | 457           | [ 5 ]                                                                             |
| 1952 | 413           | [ 5 ]                                                                             |
| 1970 |               |                                                                                   |

## Verkehr
Steinkirchen liegt etwas abseits einer Landstraße, die von Achenmühle im Norden über Törwang und Roßholzen südlich ins Inntal führt. Die Ortschaft kann von Törwang und Rohrdorf aus über Seitenstraßen erreicht werden.

## Sehenswürdigkeiten

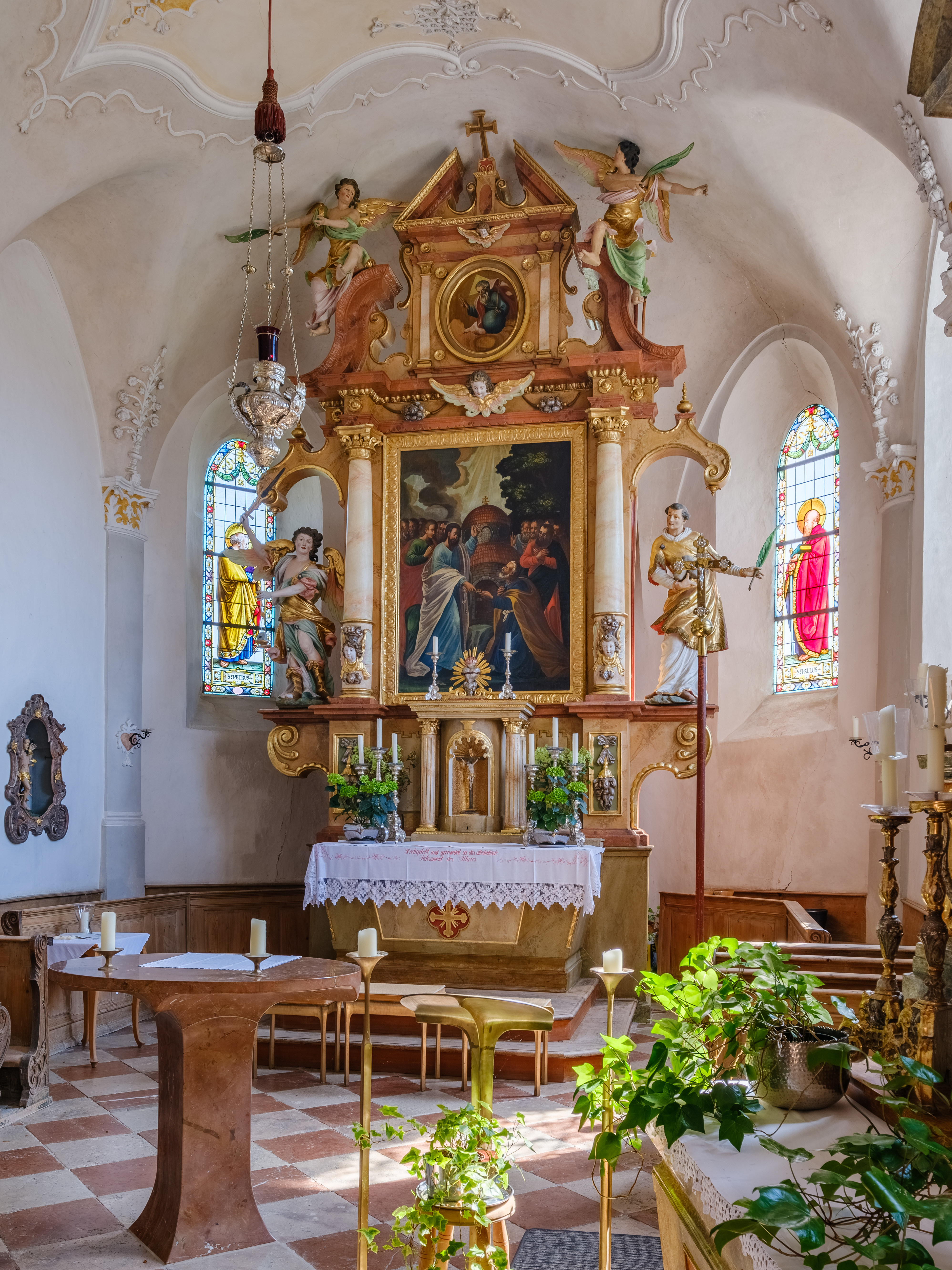
Hauptaltar der Filialkirche St. Peter

- Kirche von Steinkirchen: ein spätgotischer Bau mit Satteldach, beherbergt spätmittelalterliche sakrale Kunst.[11][12]
- Aussichtspunkt Kirchhügel St. Peter: von hier aus können bei geeigneten Sichtverhältnissen weite Teile der Wohngebiete um Bad Aibling und Rosenheim überblickt werden. Von dem benachbarten Weiler Oberleiten aus kann auf einem Fußweg in einer halben Stunde die Aussichtskapelle am Obereck in Törwang erreicht werden.